# يوجي ناكاغاوا
يوجي ناكاغاوا (باليابانية: 中川 雄二) (22 أكتوبر 1978 في يوبي في اليابان – )؛ هو لاعب كرة قدم ياباني سابق كان يلعب كحارس مرمى.

## وصلات خارجية
- يوجي ناكاغاوا على موقع الاتحاد الدولي (مؤرشف)  (الإنجليزية)
- يوجي ناكاغاوا على موقع رابطة كرة القدم اليابانية للمحترفين (اليابانية)
- يوجي ناكاغاوا على موقع Soccerway.com (الإنجليزية)